# Шабва
Шабва (арап. شبوة, енглески: Shabwa), Сабата за античке грчке и римске географе био је све до 4. Века главни град античког Хадрамаутског краљевства.

## Историја Шабве
Шабва је митски изгубљени пустињски град, данас археолошко налазиште, смештено на источном рубу пустиње Рамлат ел-Саб`атајн у Јемену око 300 km североисточно од главног града Сане, и око 100 km северно од средишта Мухафазе Шабве - Атака. Град је подигнут на обронцима планина Хадрамаут и долине Вади Машара који се ту излива у пустињу. Лежи на око 850 m надморске висине.
Богатсво и значај Шабве лежао је у његовој позицији, он је био важно одредиште на којем су се окупљале и организовале трговачки каравани за прелаз велике пустиње Руб ел Хали. Путници каравана морали су да плате једну десетину вредности од робе коју су давали свештеницима градских храмова у име главне богиње Сен (Мјесец).
Шабва је имала чак 60 верских храмова и била је верско средиште античког Хадрамаута. Пустињу је могла бити пређена једино у организованим караванима по строго одређеним путевима, свако одступање од тих правила (непријављени каравани мимо уобичајених путева и кријумчарење), сматрало се за највећи злочин и кажњавало смрћу. Каравани су значиле живот за Шабву, зато су једна градска врата била издвојена само за улазак каравана. Људи су припитомили камиле око 1300. п. н. е., а камиле су биле окосница за процват трговине у то време.
Негде на пријелазу из 8. века на 7. век п. н. е. дошло је до миграције становника, нови становници населили су се у Хадрамауту, наверојатније Сабејци, они су донели нове начине градње, декорације и керамичке предмете. Ti došljaci naseljavali su se u postojećim naseljima i gradovima, и polako mešali sа domaćim становништвом. Шабва је постала резиденција краљева Хадрамаута, крајем 7. века п. н. е. или почетком 6. века п. н. е., неки од њих су носили звање мукариб а то је био назив који је указивао на њихову већу моћ.

## Археолошка истраживања
За ископавања спроведена у раздобљу 1976-1981 која су водили француски археолози, на југоисточном делу налазишта, на локалитету 41, било је могуће утврдити стратиграфски низ слојева насеља. Ископавања су открила 14 археолошких слојева који су били довољни да се радиокарбонском методом (метода одређивања старости помоћу радиоактивног изотопа угљика 14Ц) утврди старост града. Најстарији слој сеже до 16. века п. н. е. најмлађи је из 4. века кад су град разориле трупе Химјарског краљевства. Ови слојеви говоре о континуитету живљења у Шабви од брозаног доба до антике. Зенит Шабве био је између слоја VI и слоја IX (6. века п. н. е. до 2. века). У 3. веку град су заузеле Сабејске снаге из Краљевства Саба.

### Структура античког града
Древна Шабва имала је два дела; спољни и унутрашњи град (центар). Спољни град простирао се дужински у смеру север-југ и имао је најмање један километар, а по ширини у смеру исток-запад око 900 m. У јужном делу налазио се средишњи - унутрашњи град који се простирао у смеру југозапад-североисток дужини од око 500 m, и ширине 365 m, у смеру северозапад-југоисток. Данас деломично уништен од вода вадија спољни зид био је дугачак најмање 3,35 km, унутрашњи зид имао је око 1,53 km. Унутрашњи град покрива површину од око 0,15 km².

#### Унутрашњи град
Унутрашњи град био је подељен по средини путем који је ишао од главних градских врата на северозападу у смеру југа. Након врата према истоку, долазило се до великог трга (површине око 1600 m²), од њега је друга улица водила до краљеве палате.
На јужном делу главне улице био је смештен комплекс храмова (који је у веома лошем стању). Из истог разлога се не могу тачно реконструисати ни остале градске саобраћајнице које су се рачвале са главном улицом, иако је видљиво да су је споредне улице секле вертикално или се пружале паралелно са њом, али до данас само неколико делова је успешно откопано и јасно видљиво.
Поред улица и јавних садржаја, ископани су и делови кућних дворишта са вртовима. Већина зграда има једноставан правоугаони облик и површину од најмање око 100 m². Неки од објеката истичу се својом величином и сложеним обликом, они су вероватно били намењени градској елити.

#### Спољни град
Спољни град, то јест део између двеју градских зидина, никада није био до краја изграђен и насељен. Једине значајније грађевине у овом делу биле су Храм на југозападном делу (археолошки број 114) и Кастел ел Чаџар, смештен на југоистоку.
Изван градских зидина ископане су 1987. године неколико зграда од непечене цигле.

### Најзначајније грађевине на локалитету Шабва
Бројне археолошке екипе ископавале су по Схабви у различитим временима, део ископаних артефаката данас се налази у градском музеју у оближњем Атаку. На самом локалитету најбоље очувани објекти су;
- Рушевине краљевске палате у источном делу града
- Делови градских зидина који су најочуванији код главних северних врата
- Рушевине античких храмова.